# Гарха
Гарха або Гарха-Мандла — держава, що утворилася в X ст. як невеличке князівство в старовинній місцині Гондвана (країна гондів). Тривалий час перебувало під зверхністю раджпутів клану Калачура. Лише у на початку XI ст. постала як самостійна держава. Протягом XV—XVI ст. володіла усіма землями, де мешкав народ гонди. У 1564 році зазнало поразки від Імперії Великих Моголів. Після занепаду останніх на початку XVIII ст. опинилася під впливом держави Деогарх. У 1742 році владу тут встановила Імперія Маратха. Остаточно ліквідованому 1781 році родом Бхонсле з князівства Наґпур.

## Історія
Стосовно достеменного початку формування державності у гондів невідомо. За археологічними та літописними розвідками це відбулося у X ст., хоча деякі дослідники відносять процес до VII ст. Напевне це пов'язано з послабленням держави Гуджара-Пратіхара, яка частково контролювала область Гондвани. Водночас гонди, що мешкали у верхів'ях Нармади доволі рано почали процес формування державності у порівнянні з центральними та південними гондами, де в подальшому утворилися князівств Деогарх і Чандрапур відповідно. Ймовірно це сталося під впливом сусідніх держав — Чалук'я, Какатіїв, Пала, Гуджара-Пратіхара.
Першим відомим володарем і засновником держави Гарха вважається Джадхо Раї, який можливо був раджпутом. Він зробив столицею місто Мандла (сучасний індійський штат Мадх'я-Прадеш). Втім тривалий час держава практично не мала впливу, послідовно перебуваючи у залежності від Калачурів, Парамара, Пала. У XIII ст. раджі Гархи визнали зверхність Делійського султанату. Втім з огляду на складний рельєф на незначний корисні копалини зверхність Гарха була досить номінальною, проте раджі сплачували данину, хоча й незначну. З занепадом делійського султанату Гарха у 1382 році визнає зверхність Хандеського султанату.
На початку XV ст. з послабленням усіх сусід раджі Гархи починають активну зовнішню політику. Завдяки цьому вже до середини століття було підкорено усю верхню частину долини Нарманда. Разом з тим вимушені були протистояти Хандеському султанату та Гаджапатському царству. У середині 1450-х років раджі Гархи знову визнають зверхність Хандешу.
Найбільше піднесення держави пов'язано з діяльністю 48-го раджі Санграм Шаха (1480—1542), який перетворив Гарху на потужну державу та прийняв титул магараджи. Спочатку вимушений був діяти в союзі з Гаджапатським царством, номінально визнавши його зверхність для протистояння Хандеському і Берарському султанатам, потім Голконді. Проте вже на початку 1500-х років здобуває повну самостійність. Спочатку підкорено державу Деогарх. До 1520 року встановлено зверхність над державою Чандрапур-Сірпур, в результаті чого усі землі гондів було об'єднано і єдину державу, яку часто називали Гондвана. Водночас до Гархи приєднано області Бхопала, Сагара, Дамоша, більша частина Сатпури.
До середини 1560-х років держава Гарха протистояла усім спробам мусульманських сусідів підкорити її. Водночас магараджі Далпат Шах і Вір Нараян (за регества матері Дургаваті) намагалися укласти союзи з індуїстськими державами, насамперед раджпутами. З 1550-х років основна загроза була з боку Імперії Великих Моголів. У 1564 році могольське військо вдерлося до Гархи, війська якої зазнали нищівної поразки, в результаті чого Гарха втратила значну частину своїх володінь. Падишах Акбар відокремив князівства деогарх і Чандрапур, підпорядкувавши безпосередньо Делі.
У Гархи-Мандлі продовжував правити власний володар (з титулом раджа), яким було поставлено брата Далпат Шаха — Чандру. З цього моменту до смерті у 1707 році падишаха Аурангзеба держава Гарха знаходилася під зверхністю Великих Моголів, лише в часи боротьби за трон у 1620-х та 1650-х роках проводили частково самостійну політику. У 1660-х роках раджа Прем Нараян вступив в конфлікт з раджпутами з клану Бундела, які сплюндрували частини володінь. Цим скористався Аурангзеб, який ще зменшив територію Гархи.
У 1700—1710-х роках державі вдалося повернути споконвічні землі, скориставшись боротьбою за трон серед спадкоємців Аруангзеба та вдалими діями проти Бундела. Проте військові та фінансові сили були послаблені, внаслідок чого Гарха фактично опинилася в залежності від держави Деогарх. Після поразки останньої у 1739—1740-х роках від військ Імперії Маратха, раджа Гархи Нархар здобув самостійність. Проте у 1742 році визнав зверхність Бхонсле, зобов'язавшись сплачувати чаутх (данину). У 1781 році державу остаточно приєднано до князівства Наґпур. Втім представники династії мали власні володіння й носили титул раджі, не маючи реальної влади. В часи Британської Індії деякий час їм сплачували пенсію.

## Державний устрій
Раджа, потім магараджа мав повну політичну, військову та судову владу. Про його почт та посадовці практично нічого невідомо. За часів Санграм Шаха державу було поділено на 52 округи, центрами яких були фортеці. Це розподіл тривав до встановлення могольського панування. Основними містами були Мандла (столиця), Рамнагар та Джабалпур.

## Економіка
Основу становило землеробство. Тривалий час зберігалося натуральне господарство. Лише за часів Великих Моголів та Маратха почали розвиватися грошові відносини. Ремісництво було спрямовано на обслуговування потреб селян, існували придворні майстерні для володаря і знаті.

## Культура
Володарі та знать переважно дотримувалися індуїзму. Селяни, ремісники та торгівці були прихильниками релігії гондів, лише з XV ст. поширюються серед них індуїстські секти. В часи панування Великих Моголів виникає мусульманська діаспора.